# Myslovitz
Myslovitz – polski zespół rockowy, założony w 1992 w Mysłowicach przez Artura Rojka, Wojciecha Powagę, Jacka Kuderskiego i Wojciecha Kuderskiego.

## Historia
Zespół powstał w 1992 z inicjatywy Artura Rojka i początkowo działał pod nazwą The Freshman, która była zainspirowana amerykańskim filmem o tym samym tytule (pol. Nowicjusz) z Marlonem Brando w roli głównej. Pierwszy koncert grupy odbył się w 1993 w studenckim klubie „Olimp” przy AWF Katowice, jako support formacji Generał Stilwell. Po zdobyciu drugiej nagrody w konkursie „Garaż '94” w Częstochowie uczestniczyli w swoich pierwszych, profesjonalnych sesji nagraniowych w studiu Radia Łódź. W tym czasie zwyciężyli również na przeglądzie Mokotowska Jesień Muzyczna, dzięki czemu w 1994 podpisali kontrakt z wytwórnią MJM Music PL, po czym rozpoczęli nagrywanie pierwszego albumu, którego producentem był Ian Harris. W październiku 1995 została wydana, już pod nową, aktualną nazwą zespołu, debiutancka płyta pt. Myslovitz.
W 1995 otrzymali nagrodę radia RMF FM – Niedocenieni '95. W 1996 do Myslovitz dołączył trzeci gitarzysta i klawiszowiec – Przemysław Myszor. Grupa podpisała kontrakt z wytwórnią Sony Music Polska i pod jej szyldem wydała swój drugi album, zatytułowany Sun Machine. Znalazły się na nim m.in. przeboje „Z twarzą Marilyn Monroe” i „Peggy Brown”, cover zaprzyjaźnionej mysłowickiej grupy z tekstem irlandzkiego „barda narodowego”, Turlougha O’Carolana, w tłumaczeniu polskiego poety i tłumacza Ernesta Brylla. Rok ten przyniósł grupie również pierwszą nominację do nagrody Fryderyk w kategorii Debiut roku. Rok później grupa wydała trzeci album pt. Z rozmyślań przy śniadaniu.
Zainteresowanie grupy kinem przejawia się również w pisaniu ścieżek z muzyką filmową. W 1998 zespół nagrał utwór „To nie był film” do filmu Młode wilki ½. Jego tekst nawiązywał do fali brutalnych zbrodni popełnionych przez nieletnich przestępców, dyskutowanej szeroko w polskich mass mediach w połowie lat 90. XX wieku. Wystąpili również po raz pierwszy za granicą: w Szwecji, Niemczech oraz w USA.
Wydany w 1999 czwarty album studyjny Myslovitz, zatytułowany Miłość w czasach popkultury, uzyskał certyfikat platynowej płyty (100 tys. sprzedanych egzemplarzy). W 2000 muzycy znowu przyczynili się do powstania muzyki filmowej, pisząc i nagrywając utwór „Polowanie na wielbłąda” do filmu Duże zwierzę w reżyserii Jerzego Stuhra, jak również singel i dwa dotychczas niepublikowane utwory do filmu Waldemara Szarka To my. W 2003 kontynuowali współpracę ze Stuhrem, komponując piosenkę tytułową do jego filmu Pogoda na jutro, a także występując w epizodycznej roli jako zespół franciszkański.
W okresie przerw w nagrywaniu muzycy Myslovitz udzielali się w innych zespołach. Artur Rojek występował w zespole Lenny Valentino i współpracował z Andrzejem Smolikiem. Przemysław Myszor grał w zespole Delons, a Wojciech Kuderski w rock and rollowej kapeli Penny Lane. W 2002 Myslovitz wydał album pt. Korova Milky Bar, którego tytuł nawiązuje do ekranizacji powieści Anthony’ego Burgessa Mechaniczna pomarańcza w reżyserii Stanleya Kubricka. Gitarzysta Przemysław Myszor w wywiadzie dla Montreal Mirror powiedział: Dla nas Korova Milky Bar [z 'Mechanicznej pomarańczy' Kubricka] jest miejscem, gdzie coś odmiennego może przydarzyć się twojemu umysłowi. To miejsce jest jak dzisiejsza Polska. Wiesz, Polska jest miejscem, w którym z twoim umysłem dzieją się bardzo dziwne rzeczy. To miejsce pełne kryzysów i wszystko wokół ciebie jest bardzo smutne, bardzo mroczne, bardzo popieprzone. Dlatego teksty na naszej płycie są smutne. Śpiewamy dużo o byciu w dziwnym stanie ducha. Myslovitz wystąpił z materiałem z Korova Milky Bar na kilku europejskich festiwalach, m.in. na największym niemieckim festiwalu muzyki alternatywnej Das Bizarre-Festival i Montreux Jazz Festival. Tego samego roku supportował również Iggy’ego Popa i Simple Minds w ich europejskich trasach koncertowych. Grupa otrzymała ponadto nagrodę MTV Europe Music Award w kategorii Best Polish Act, do której byli nominowani już dwukrotnie w poprzednich latach. W listopadzie 2002 podpisali kontrakt z polskim oddziałem EMI, Pomatonem. Pierwszym albumem nagranym pod nowym szyldem była angielskojęzyczna wersja Korova Milky Bar, która została wydana w 27 krajach (m.in. w Niemczech, Holandii, Belgii, Szwajcarii, Francji, Hiszpanii, Rosji, Turcji i RPA). Poza materiałem z Korova Milky Bar album ten zawierał również angielskojęzyczne wersje starszych utworów. „Długość dźwięku samotności” pojawiła się na singlu, jako „Sound of Solitude” (wcześniejszą angielską wersję, zatytułowaną „The Length of the Solitude Sound”, można znaleźć na stronie B wydanego w Polsce singla). Teledysk do „Sound of Solitude” został wyreżyserowany przez Janusza Kamińskiego, operatora filmowego i reżysera polskiego pochodzenia, który odrzucił wtedy ofertę Martina Scorsese, aby móc pracować z Myslovitz. Określił się „fanem” zespołu, mówiąc: Pracuję tylko dla Spielberga i dla Myslovitz [...] Pieniądze nie odgrywają tutaj żadnej roli. Czego się nie robi dla swoich idoli! Teledysk pokazywano często w MTV Europe. Emisje radiowe utworu były jednak sporadyczne i w dużej mierze ograniczone do audycji z muzyką alternatywną (takich jak Johna Peela w Wielkiej Brytanii). W związku z tym Myslovitz jak dotąd nie udało się wejść na szczyty list przebojów poza Polską.
W 2003 wystąpili z zespołem Travis oraz Skin na festiwalu The Road to Edinburgh w Royal Albert Hall oraz po raz kolejny zostali nagrodzeni Europejską Nagrodą Muzyczną dla najlepszego polskiego wykonawcy. Również w 2003 wytwórnia Sony Music wydała obowiązkową w związku z wygaśnięciem kontraktu kompilację zatytułowaną The Best Of. Promujący ją singel „Kraków” został nagrany z gwiazdą polskiej poezji śpiewanej, Markiem Grechutą i jego zespołem Anawa.
W 2004 grupa wydała album DVD z teledyskami i wywiadami grupy. Bonusem były fotografie z sesji zdjęciowych zespołu. Latem wyruszyli w trasę koncertową po Europie, rozpoczynając ją koncertem dla niemieckiego radia i telewizji publicznej Westdeutscher Rundfunk (WDR) w przeddzień rozszerzenia Unii Europejskiej. Poza uświetnieniem kilku mniejszych imprez i krótkimi występami na festiwalach (m.in. na największym szwajcarskim festiwalu plenerowym w Sankt Gallen), grupa otworzyła koncerty Iggy’ego Popa i The Stooges w Europie oraz The Corrs w Wielkiej Brytanii. W grudniu 2004 EMI wydała album Myslovitz pt. Skalary, mieczyki, neonki, zawierający niepublikowany wcześniej materiał z sesji nagraniowych Korova Milky Bar.
Kolejnym albumem zespołu był Happiness Is Easy, którego premiera odbyła się 19 maja 2006. Znalazło się na nim 13 utworów, a pierwszy singel „Mieć czy być” trafił do rozgłośni radiowych w marcu 2006. Album uzyskał przeciętne recenzje wśród dziennikarzy. 23 maja 2007 zespół zapowiedział, że w 2008 planuje przerwę w działalności koncertowej, a wolny czas jego członkowie planują spędzić z rodzinami. Na stronie zespołu pojawiła się informacja, że przerwa ma potrwać rok. Zespół wznowił swoją działalność koncertem w Toruniu 28 grudnia 2008 roku. 27 lutego 2009 zespół wydał reedycję swojego albumu z 1999 roku – Miłość w czasach popkultury. W skład reedycji wchodziły dwie płyty: na pierwszej oryginał płyty z 1999 roku, a na drugiej dema piosenek z tej płyty.
30 października 2009 roku ukazała się pierwsza biografia zespołu, zatytułowana Myslovitz. Życie to surfing (ISBN 978-83-929695-0-1). Jej autorem jest dziennikarz Leszek Gnoiński. 8 kwietnia 2010 roku zespół zapowiedział wydanie nowego albumu. Na początku tego samego roku nagrał demo płyty. Jej producentem był Marcin Bors. Zespół na czas nagrywania otworzył blog, na którym można było śledzić postępy prac. 13 stycznia 2011 roku ogłoszono oficjalnie datę wydania nowej, niezatytułowanej jeszcze, płyty. 31 maja 2011 roku płyta ukazała się pod tytułem Nieważne jak wysoko jesteśmy…. Promował ją singel pt. „Ukryte”, który do rozgłośni radiowych trafił 28 marca 2011 roku.
20 kwietnia 2012 roku zespół Myslovitz oświadczył zgodnie, że postanowił zakończyć współpracę w dotychczasowym składzie. Wojciech Powaga, Jacek Kuderski, Wojciech Kuderski i Przemysław Myszor postanowili występować dalej z nowym wokalistą, Michałem Kowalonkiem, dotychczas znanym z zespołu Snowman. Z kolei Artur Rojek zapowiedział solową działalność artystyczną. 4 kwietnia 2014 roku ukazał się jego pierwszy album, zatytułowany Składam się z ciągłych powtórzeń.
W grudniu 2012 roku zespół opublikował pierwszy utwór w składzie z Michałem Kowalonkiem. Nosił on tytuł „Trzy sny o tym samym”. Oficjalna premiera nowej płyty pod tytułem 1.577 miała 28 maja 2013 roku.
22 grudnia 2014 ukazał się singiel pt. „Tysiąc żurawi”. W oficjalnym oświadczeniu zespół podał: Piosenka jest prezentem dla rodzin górników poszkodowanych w katastrofie w kopalni „Mysłowice - Wesoła”. Całkowity dochód z jej sprzedaży będzie przeznaczony na pomoc dla nich i na utworzenie funduszu edukacyjnego dla dzieci. Utwór można było zakupić w serwisie Bandcamp.
W latach 2015–2018 zespół ograniczył się do działalności koncertowej, aby Kowalonek mógł zająć się nagraniem i promocją płyty Snowman pt. Gwiazdozbiór. W grudniu wystąpił na koncercie charytatywnym w Mysłowicach wraz z uczniami mysłowickiego Liceum Ogólnokształcącego im. Tadeusza Kościuszki i lokalną młodzieżą, bez udziału Kowalonka.
19 kwietnia 2018 roku zespół wydał oświadczenie, informując o zakończeniu współpracy z wokalistą. Dalsze koncerty grupa zagrała z gościnnym udziałem wokalisty Lorein – Łukaszem Lańczykiem. Lańczyk współpracował z Myslovitz do 2019 roku, a nowym wokalistą zespołu został wybrany Mateusz Parzymięso, dotyczchas znany z występów w zespołach KID A oraz Granatowy Prawie Czarny, m.in. razem ze swoimi braćmi Michałem i Maciejem.
3 marca 2023 roku ukazał się ich dziesiąty album zatytułowany Wszystkie narkotyki świata, który promowały wydane w 2022 single „Miłość”, „19” oraz „Pakman” i wydany 10 lutego 2023 singiel z piosenką tytułową. Produkcją płyty zajął się Aleksander Kaczmarek, gitarzysta zespołu Lorein. Dzień przed premierą albumu ukazał się również singiel z piosenką pt. „Latawce”, w której gościnnie wystąpiła Kasia Gołomska, wokalistka zespołu ATLVNTA.

## Myslovitz i Mysłowice
Myslovitz kultywuje tradycję amerykańskich wykonawców rockowych lat 70. XX wieku, którzy nadawali zespołom nazwy swoich miast rodzinnych, jak np. Chicago czy Boston. W przypadku Myslovitz wybór nazwy grupy wydaje się powodowany ambiwalentnym stosunkiem do ich miasta, które jawiło im się jako raczej prowincjonalne. Według jednej z anegdot, członkowie kapeli, włócząc się po starych, pustych i rozsypujących się domach w swym mieście, natknęli się na zniszczony, przedwojenny piec kaflowy, na którego żeliwnych drzwiczkach widniał niemiecki napis „Myslowitz”.
W recenzji The Best Of kulturalno-katolicki Tygodnik Powszechny stwierdził: „[...] pochodząc z Mysłowic, grupa wkroczyła w nowy, wspaniały świat show-businessu z małomiasteczkowym kompleksem”. W wywiadzie dla „Montreal Mirror” (patrz także wyżej) gitarzysta, Przemysław Myszor, nazwał Mysłowice „przygnębiające [...] jak wszystkie małe miasta. W Polsce jest tylko kilka dużych miast. A przez duże rozumiem miasto, w którym jest kultura. Wiesz, miasta, które mają duże kluby. Ciągle mieszkamy w Mysłowicach, ale to jest miasto dobre do umierania, nie do życia. Nasz region Polski, na południu, jest bardzo przemysłowy, górnictwo, przemysł ciężki”. Za takie stwierdzenia członkowie grupy byli często krytykowani za „paskudzenie do własnego gniazda”; paradoksalnie jednak pomogli oni oczyścić image swojego miasta, o czym świadczy wypowiedź dziennikarza muzycznego Leszka Gnoińskiego: „Mysłowice jest miastem o zaludnieniu ok. 100 tys. mieszkańców. Do wczesnych lat 90. było znane co najwyżej ze swoich kopalń – dopóki tych pięciu gości z gitarami zamieniło miasto górnicze w miejsce, które każdy potrafi znaleźć na mapie Polski.”
Wpływ Myslovitz był jednym z czynników stymulujących lokalną scenę muzyczną. Dzięki grupom takim jak Negatyw, Delons, czy Gutierez w Mysłowicach rozwinęła się żywotna scena rocka alternatywnego. Położone z dala od Warszawy uważanej za centrum polskiego komercyjnego przemysłu rozrywkowego, Mysłowice zyskały na swoim wizerunku: miasta peryferyjnego, zwyczajnego i niemającego nic wspólnego z komercją. Nasuwa się tu analogia do fenomenu brytyjskiego Manchesteru czy amerykańskiego Seattle w latach 80. i wczesnych 90. XX wieku.

## Nawiązania filmowe
Wiele utworów zespołu, a także całe albumy, stanowią nawiązania do filmów. Można się o tym dowiedzieć między innymi z wypowiedzi muzyków. 
Również w poszczególnych utworach można odnaleźć historie z filmów. „Peggy Sue nie wyszła za mąż” opowiada historię Peggy Sue z filmu Francisa Coppoli, Peggy Sue wyszła za mąż. Podobnie z utworami „Myszy i ludzie”, „Blue Velvet”, które czerpią z filmów o tych samych tytułach. „To nie był film” w swoim tekście nawiązuje do kilku znanych filmów, między innymi do Siedem i Pulp Fiction, a „Polowanie na wielbłąda” opowiada historię z filmu Duże zwierzę Jerzego Stuhra. Początkowo piosenka miała być częścią jego soundtracku. Ostatecznie ze względu na zbyt późne zgłoszenie się zespołu, utwór nie został wykorzystany w filmie, a pełnił jedynie rolę piosenki promującej. Fragmenty filmu Duże zwierzę zostały również użyczone do teledysku towarzyszącego tej piosence.

## Muzycy

### Obecny skład zespołu
- Mateusz Parzymięso – śpiew, gitara (od 2019)
- Wojciech Powaga – gitara (od 1992)
- Przemysław Myszor – gitara, instrumenty klawiszowe (od 1996)
- Jacek Kuderski – gitara basowa, chórki (od 1992)
- Wojciech „Lala” Kuderski – perkusja (od 1992)

### Byli członkowie zespołu
- Marcin „Bongo” Porczek – perkusja (1992)
- Rafał Cieślik – gitara basowa (1992)
- Tomasz Majorek – instrumenty klawiszowe (1992)
- Artur Rojek – śpiew, gitara (1992–2012)
- Michał Kowalonek – śpiew, gitara (2012–2018)

### Byli muzycy koncertowi
- Łukasz Lańczyk – śpiew, gitara (2018–2019)

## Dyskografia

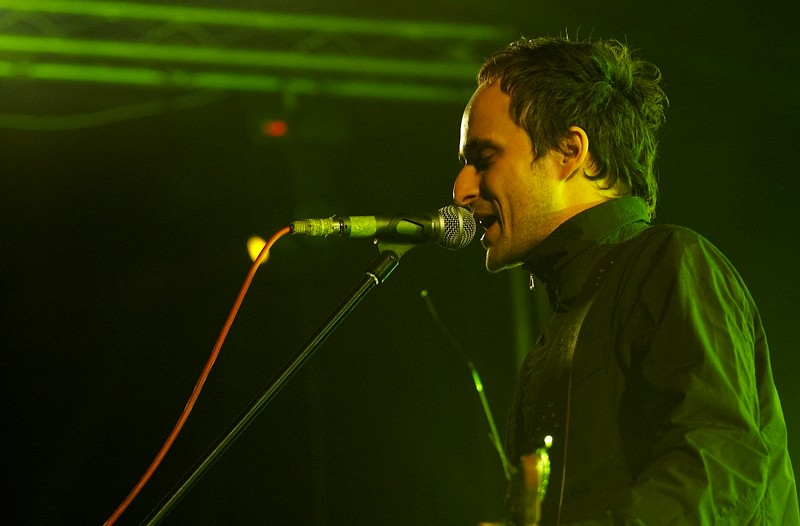
Artur Rojek podczas koncertu na Rzeszowskich Juwenaliach (maj 2006)

### Albumy
| Rok                                                     | Tytuł                         | Informacje wydawnicze | Najwyższe pozycje na listach | Liczba sprzedanych egzemplarzy | Certyfikat ZPAV    |
| Rok                                                     | Tytuł                         | Informacje wydawnicze | OLiS                         | Liczba sprzedanych egzemplarzy | Certyfikat ZPAV    |
| ------------------------------------------------------- | ----------------------------- | --- | ---------------------------- | ------------------------------ | ------------------ |
| 1995                                                    | Myslovitz                     | - Data: 13 marca 1995 - Wydawca: MJM Music - Nośniki: CD · LP                                                                                | 49                           |                                |                    |
| 1996                                                    | Sun Machine                   | - Data: 17 września 1996 - Wydawca: Sony Music Entertainment Poland - Nośniki: CD · digital download · streaming · LP                        | 96                           | 50 000                         | złota płyta        |
| 1997                                                    | Z rozmyślań przy śniadaniu    | - Data: 6 października 1997 - Wydawca: Sony Music Entertainment Poland - Nośniki: CD · digital download · streaming · LP                     | —                            | 50 000                         | złota płyta        |
| 1999                                                    | Miłość w czasach popkultury   | - Data: 22 października 1999 - Wznowienie: 2024 - Wydawca: Sony Music Entertainment Poland - Nośniki: CD · digital download · streaming · LP | 23 / 1                       | 200 000                        | 2× platynowa płyta |
| 2002                                                    | Korova Milky Bar              | - Data: 27 maja 2002 - Wydawca: Sony Music Entertainment Poland - Nośniki: CD · digital download · LP                                        | 2                            | 100 000                        | platynowa płyta    |
| 2004                                                    | Skalary, mieczyki, neonki     | - Data: 4 grudnia 2004 - Wydawca: Capitol Records, EMI Pomaton - Nośniki: CD · digital download · streaming · LP                             | 3                            |                                |                    |
| 2006                                                    | Happiness Is Easy             | - Data: 19 maja 2006 - Wydawca: Capitol Records, EMI Pomaton - Nośniki: CD · digital download · streaming · LP                               | 1                            | 30 000                         | platynowa płyta    |
| 2011                                                    | Nieważne jak wysoko jesteśmy… | - Data: 31 maja 2011 - Wydawca: EMI Music Poland - Nośniki: CD · digital download · streaming · LP                                           | 1                            | 15 000                         | złota płyta        |
| 2013                                                    | 1.577                         | - Data: 14 maja 2013 - Wydawca: EMI Music Poland - Nośniki: CD · digital download · streaming · LP                                           | 8                            |                                |                    |
| 2023                                                    | Wszystkie narkotyki świata    | - Data: 3 marca 2023 - Wydawca: Rock House Entertainment - Nośniki: CD · digital download · streaming · LP                                   | 14                           |                                |                    |
| „—” oznacza, że album nie był notowany na danej liście. |                               | |                              |                                |                    |

### Kompilacje
| Rok  | Tytuł       | Informacje wydawnicze                                                                                               | Najwyższe pozycje na listach | Liczba sprzedanych egzemplarzy | Certyfikat ZPAV |
| Rok  | Tytuł       | Informacje wydawnicze                                                                                               | OLiS                         | Liczba sprzedanych egzemplarzy | Certyfikat ZPAV |
| ---- | ----------- | --- | ---------------------------- | ------------------------------ | --------------- |
| 2003 | The Best Of | - Data: 9 czerwca 2003 - Wydawca: Sony Music Entertainment Poland - Nośniki: CD · digital download · streaming · LP | 3                            | 30 000                         | platynowa płyta |

### Inne wydawnictwa
| Rok  | Tytuł                                                    | Informacje wydawnicze                                                                                         | Najwyższe pozycje na listach | Liczba sprzedanych egzemplarzy | Certyfikat ZPAV |
| Rok  | Tytuł                                                    | Informacje wydawnicze                                                                                         | OLiS                         | Liczba sprzedanych egzemplarzy | Certyfikat ZPAV |
| ---- | -------------------------------------------------------- | --- | ---------------------------- | ------------------------------ | --------------- |
| 2003 | O sobie 1995–2001                                        | - Data: 11 marca 2002 - Wydawca: Sony Music Entertainment - Format: DVD, VHS                                  | —                            |                                |                 |
| 2003 | Korova Milky Bar (wersja anglojęzyczna)                  | - Data: 8 grudnia 2003 - Wydawca: Capitol Records, EMI Pomaton - Nośniki: XD                                  | —                            |                                |                 |
| 2004 | Życie to surfing                                         | - Data: 4 grudnia 2004 - Wydawca: EMI Music Poland - Format: DVD                                              | —                            |                                |                 |
| 2005 | Singles 1995–2005                                        | - Data: 25 kwietnia 2005 - Wydawca: Sony BMG - Format: 21CD+DVD (Box)                                         | —                            |                                |                 |
| 2006 | Happiness Is Easy live                                   | - Data: 12 grudnia 2006 - Wydawca: EMI Music Poland - Format: DVD                                             | —                            | 30 000                         | platynowa płyta |
| 2014 | Made In Poland: Sun Machine / Z rozmyślań przy śniadaniu | - Data: 25 marca 2014 - Wydawca: Sony Music Entertainment Poland - Format: 2xCD                               | —                            | 15 000                         | złota płyta     |
| 2024 | Wieczorami chłopcy wychodzą na ulice                     | - Data: 11 października 2024 - Wydawca: Rock House Entertainment - Nośniki: CD · digital download · streaming | 9                            |                                |                 |

### Single
| 1995                                                     | Myslovitz                           | 11 | –  | — | Myslovitz                               |
| 1995                                                     | Zgon                                | —  | 24 | — | Myslovitz                               |
| 1995                                                     | Krótka piosenka o miłości           | 36 | –  | — | Myslovitz                               |
| 1996                                                     | Maj                                 | 34 | 27 | — | Myslovitz                               |
| 1996                                                     | Z twarzą Marilyn Monroe             | 10 | 10 | — | Sun Machine                             |
| 1996                                                     | Historia jednej znajomości          | —  | 17 | — | Sun Machine                             |
| 1996                                                     | Peggy Brown                         | 2  | 2  | — | Sun Machine                             |
| 1997                                                     | Blue Velvet                         | 42 | –  | — | Sun Machine                             |
| 1997                                                     | Scenariusz dla moich sąsiadów       | 17 | –  | — | Z rozmyślań przy śniadaniu              |
| 1997                                                     | Margaret                            | 28 | –  | — | Z rozmyślań przy śniadaniu              |
| 1998                                                     | To nie był film                     | 6  | 5  | — | Z rozmyślań przy śniadaniu              |
| 1998                                                     | Zwykły dzień                        | 11 | 16 | — | Z rozmyślań przy śniadaniu              |
| 1999                                                     | Długość dźwięku samotności          | 1  | 1  | — | Miłość w czasach popkultury             |
| 2000                                                     | My                                  | 1  | 1  | — | Miłość w czasach popkultury             |
| 2000                                                     | Chłopcy                             | 1  | 2  | — | Miłość w czasach popkultury             |
| 2000                                                     | Dla ciebie                          | 3  | 6  | — | Miłość w czasach popkultury             |
| 2002                                                     | Acidland                            | 1  | 4  | — | Korova Milky Bar                        |
| 2002                                                     | Sprzedawcy marzeń                   | 1  | 1  | — | Korova Milky Bar                        |
| 2003                                                     | Chciałbym umrzeć z miłości          | 1  | 4  | — | Korova Milky Bar                        |
| 2003                                                     | Sound of Solitude                   | 30 | –  | — | Korova Milky Bar (wersja anglojęzyczna) |
| 2003                                                     | Behind Closed Eyes                  | 7  | 24 | — | Korova Milky Bar (wersja anglojęzyczna) |
| 2003                                                     | Sei taing kya                       | 14 | –  | — | The Best Of                             |
| 2003                                                     | Kraków (Gościnnie: Marek Grechuta)  | 1  | 1  | — | The Best Of                             |
| 2004                                                     | Życie to surfing                    | 1  | 21 | — | Skalary, mieczyki, neonki               |
| 2006                                                     | Mieć czy być                        | 1  | 1  | 2 | Happiness Is Easy                       |
| 2006                                                     | Nocnym pociągiem aż do końca świata | 1  | 1  | — | Happiness Is Easy                       |
| 2007                                                     | W deszczu maleńkich żółtych kwiatów | 1  | 2  | — | Happiness Is Easy                       |
| 2007                                                     | Znów wszystko poszło nie tak        | 9  | 19 | — | Happiness Is Easy                       |
| 2011                                                     | Ukryte                              | 10 | 1  | — | Nieważne jak wysoko jesteśmy…           |
| 2011                                                     | Art Brut                            | 14 | 6  | — | Nieważne jak wysoko jesteśmy…           |
| 2011                                                     | Przypadek Hermana Rotha             | 27 | 19 | — | Nieważne jak wysoko jesteśmy…           |
| 2012                                                     | Trzy sny o tym samym                | 15 | 15 | — | 1.577                                   |
| 2013                                                     | Prędzej później dalej               | 5  | 29 | — | 1.577                                   |
| 2013                                                     | Wszystkie ważne zawsze rzeczy       | 30 | –  | — | 1.577                                   |
| 2013                                                     | Telefon                             | 25 | –  | — | 1.577                                   |
| 2014                                                     | Koniec lata (Half Light Remix)      | –  | –  | — | 1.577                                   |
| 2014                                                     | Tysiąc żurawi                       | 15 | –  | — | —                                       |
| 2022                                                     | Miłość                              | –  | –  | — | Wszystkie narkotyki świata              |
| 2022                                                     | 19                                  | –  | –  | — | Wszystkie narkotyki świata              |
| 2022                                                     | Pakman                              | –  | –  | — | Wszystkie narkotyki świata              |
| 2023                                                     | Wszystkie narkotyki świata          | –  | –  | — | Wszystkie narkotyki świata              |
| 2023                                                     | Latawce                             | –  | –  | — | Wszystkie narkotyki świata              |
| 2024                                                     | Alexander                           | –  | –  | — | Wieczorami chłopcy wychodzą na ulice    |
| „—” oznacza, że singel nie był notowany na danej liście. |                                     |    |    |   |                                         |

## Nagrody i nominacje
| Rok  | Kategoria                                                      | Nagroda                                           | Rezultat   |
| ---- | -------------------------------------------------------------- | ------------------------------------------------- | ---------- |
| 1995 | Niedocenieni '95                                               | Nagroda radia RMF FM                              | Wygrana    |
| 1999 | Zespół Roku                                                    | Fryderyk                                          | Wygrana    |
| 1999 | Rockowy Album Roku                                             | Fryderyk                                          | Wygrana    |
| 1999 | Piosenka Roku („Długość dźwięku samotności”)                   | Fryderyk                                          | Wygrana    |
| 1999 | Rock, Pop, Estrada                                             | Paszport „Polityki”                               | Wygrana    |
| 2000 | Piosenka roku („Chłopcy”)                                      | Fryderyk                                          | Wygrana    |
| 2000 | Teledysk roku („Dla ciebie”)                                   | Fryderyk                                          | Wygrana    |
| 2000 | Zespół roku'                                                   | Plebiscyt Teraz Rock                              | Wygrana    |
| 2001 | Album Roku - Muzyka Alternatywna                               | Fryderyk                                          | Wygrana    |
| 2002 | Najlepszy scenariusz („Acidland”)                              | Yach Film                                         | Wygrana    |
| 2002 | Najbardziej stylowa gwiazda muzyki                             | Trofea Elle 2002                                  | Wygrana    |
| 2002 | Best Polish Act 2002                                           | MTV Europe Music Awards                           | Wygrana    |
| 2003 | Album roku rock (Korova Milky Bar)                             | Fryderyk                                          | Wygrana    |
| 2003 | Album roku: „Bez podziału na kraj i świat”                     | Trójkowy ekspres PR3                              | Wygrana    |
| 2003 | Best Polish Act 2003                                           | MTV Europe Music Awards                           | Wygrana    |
| 2004 | Najlepszy album (Korova Milky Bar)                             | Superjedynki                                      | Wygrana    |
| 2005 | European Breakthrough (Korova Milky Bar)                       | Nagroda Komisji Europejskiej                      | Wygrana    |
| 2006 | Panteon Teraz Rock (tytułem: „za zasługi dla polskiej muzyki”) | Nagroda miesięcznika Teraz Rock                   | Wygrana    |
| 2006 | Najlepszy tekst piosenki (W deszczu maleńkich żółtych kwiatów) | Nagroda specjalna tygodnika Wprost i magazynu WiK | Wygrana    |
| 2008 | Muzyka                                                         | Telekamery                                        | 3. miejsce |
| 2011 | Best Polish Act 2011                                           | MTV Europe Music Awards                           | Nominacja  |
| 2012 | Album roku rock (Nieważne jak wysoko jesteśmy…)                | Fryderyk                                          | Nominacja  |
| 2012 | Grupa roku                                                     | Fryderyk                                          | Nominacja  |
| 2024 | Album roku rock (Wszystkie narkotyki świata)                   | Fryderyk                                          | Nominacja  |